# Ashraf Marwan
Pour les articles homonymes, voir Marwan.
Ashraf Marwan, né en 1944, décédé à Londres le 27 juin 2007, était un homme d'affaires et négociant en matériels d'armement.

## Biographie
Fils d'un officier militaire au service du président Nasser, Marwan, époux de sa fille Mona, est entré dans l'armée de ce dernier avant de devenir son assistant. À la mort de celui-ci en septembre 1970, il a poursuivi cette fonction dans le domaine de la sécurité pour le compte de son successeur, le président Anouar el-Sadate.

Agent double, le haut fonctionnaire égyptien a fourni des informations capitales à Israël concernant les préparatifs de l’armée égyptienne concernant « la guerre du Kippour ». D'après Shmuel Goren, le Directeur-adjoint du Mossad entre 1982 et 1984, il était « le meilleur [agent du Mossad] dans son domaine, le plus efficace que nous ayons jamais eu ». Il ajoute :
Je me trouvais en Europe lorsque j'ai appris que Marwan cherchait à nous contacter. J'ai pris connaissance des documents qu'il nous avait apportés lors de notre première réunion. Après les avoir étudiés, j'ai dit : “Si ce truc est vrai, alors c'est un tremblement de terre.” C'était carrément incroyable que des informations top-secrètes égyptiennes soient tombées entre nos mains. Les renseignements qu'il nous a fournis ont évité le crash d'au moins deux avions israéliens, avec des centaines de passagers à bord. Il était marié à la fille de Nasser ! En Égypte, le gendre de Nasser occupait une position particulière. Il était chargé par le gouvernement de diverses missions. Il rencontrait le patron des services secrets saoudiens et libyens, et peut-être aussi des agents de la CIA, ou les Italiens. En Égypte, ce n'est pas comme chez nous. Ici, un truc pareil remonte directement au chef du Shin Bet, qui vérifie avant d'en informer les officiers de sécurité. Mais en Égypte, poser des questions au gendre de Nasser, c'était prendre le risque de perdre sa tête ! Quand il se rendait à Londres, l'ambassadeur lui passait la brosse à reluire. Le gendre de Nasser était au courant de tout ! Il possédait une voiture, un bureau… tout, quoi ! Au fond, ce n'était pas une question d'argent. Il ne voulait pas juste obtenir quelques faveurs de notre part. Mais quoi qu'il en soit, il n'aurait pas travaillé pour nous gratuitement. […] Il voulait exercer son influence. Il a rencontré Cvika Zamir. Il disait : “L'Égypte ne m'aime pas. Au moins, il y a quelqu'un qui m'apprécie.” […] Ashraf Marwan a été un atout précieux pour la nation. Et nous, les Israéliens, sommes coupables de n'avoir pas su le protéger. Quand on a commencé à parler de lui, il espérait que l'intérêt retomberait comme un soufflet. Mais cela n'a pas été le cas. La presse israélienne en a fait des tonnes, jusqu'à ce que quelqu'un le balance par la fenêtre.
Il est retrouvé mort à Londres le 27 juin 2007, tombé du balcon de son appartement situé au cinquième étage,. Sa mort reste un mystère et n'a pas d'explications à ce jour.
Marwan est la seule personnalité à être reconnue comme héros national à la fois en Égypte et en Israël[réf. nécessaire].

## Postérité

### À l'écran
- L'Ange du Mossad (The Angel), film international d'Ariel Vromen (2018)[4]

## Sources
- L.A. Times du 30 juin 2007